# Altenhagen (Hagenburg)

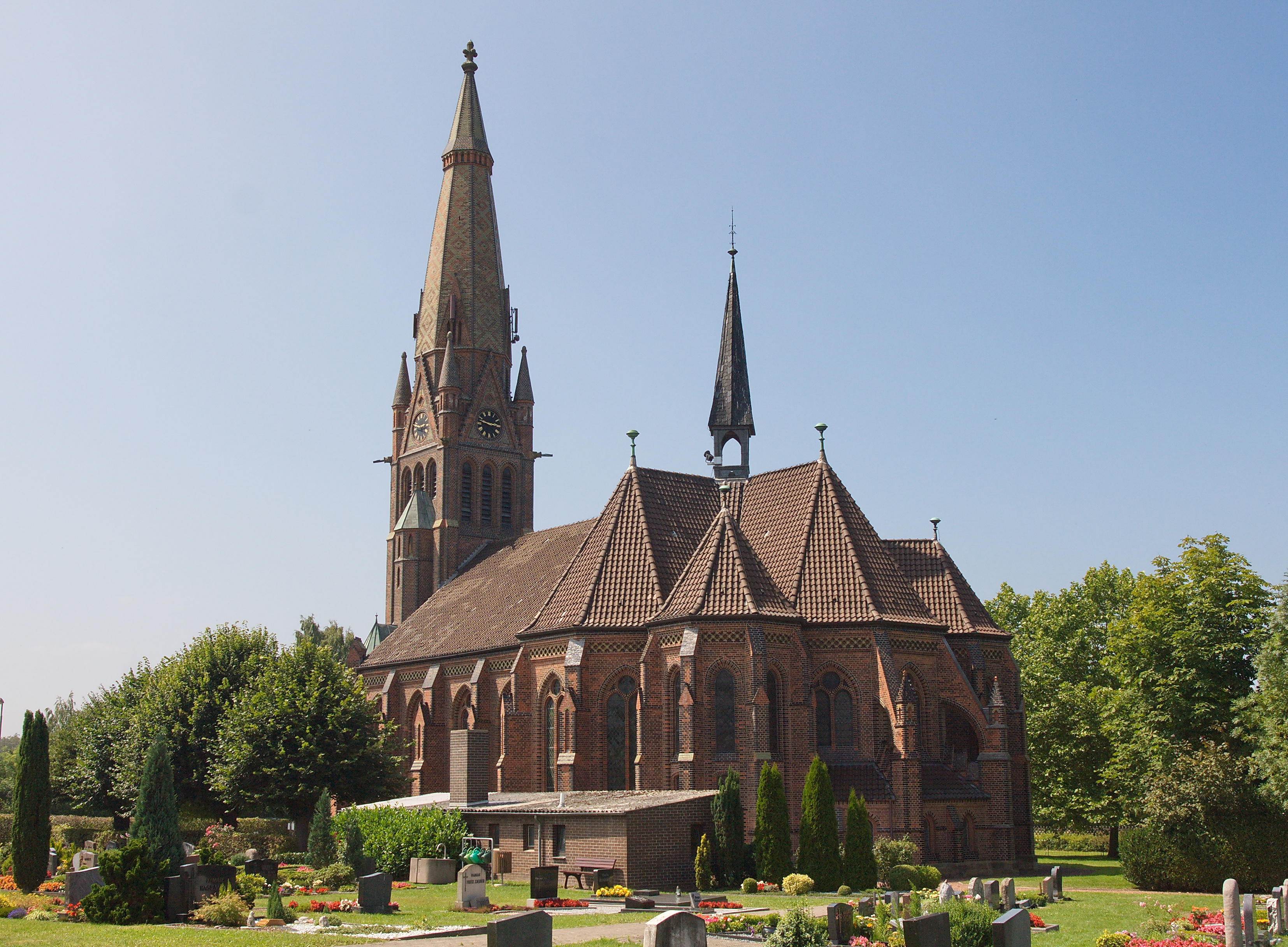
Die St.-Nicolai-Kirche in Altenhagen

Altenhagen ist ein Ortsteil des Fleckens Hagenburg in der Samtgemeinde Sachsenhagen im Landkreis Schaumburg in Niedersachsen.

## Geographie
Altenhagen liegt unmittelbar nordöstlich angrenzend an den Ortsteil Hagenburg. Die Bebauung erstreckt sich bis zur Gemarkungsgrenze mit Steinhude.
Die Gemarkung Altenhagen reicht bis etwa einen Kilometer nördlich der Bebauung. Das Ufer des weniger als zwei Kilometer von Altenhagen entfernten Steinhuder Meeres liegt hingegen in der Gemarkung Steinhude.

## Geschichte
Altenhagen wurde vor dem Jahr 1220 durch die Grafen von Roden und Wunstorf gegründet.
Die erste bekannte urkundliche Erwähnung von „Oldenhagen“ stammt aus dem Jahr 1247.
Die Kolonisten rodeten dazu einen Teil des Dülwalds, der sich damals über weite Gebiete der Schaumburger Lössbörde erstreckte.
Das Hagenhufendorf wurde südlich des Steinhuder Meers entlang der Höhenlinie angelegt, bis zu der mit Überschwemmungen zu rechnen war.
Nördlich der Höfe zum Meer hin lag das Grünland des Ortes, südlich in der Geest lag das Ackerland.
Der Ort Altenhagen wuchs mit der Zeit in Richtung Westen.
Im Westen von Altenhagen wurde etwa 150 Jahre später der Ort Nienhagen, das spätere Hagenburg gegründet.
Im Jahr 1247 übernahm der Bischof von Minden die Besitzungen der Grafen von Wunstorf. Graf Ludolf von Roden erhielt jedoch Altenhagen als Lehen zurück.
Im Dreißigjährigen Krieg wurde Altenhagen ebenso wie Hagenburg durch Truppen Tillys zweimal völlig ausgeplündert.
1636 kam es zudem zu einer Pestepidemie in Altenhagen und der Umgegend.
Bei der schaumburgischen Teilung im Jahr 1647 kam Altenhagen zur Grafschaft Schaumburg-Lippe.
Das südlich benachbarte Sachsenhagen lag hingegen in der Grafschaft Schaumburg der Landgrafschaft Hessen-Kassel.
Altenhagen wurde am 1. Juli 1970 mit Hagenburg zum Flecken Hagenburg zusammengeschlossen.

## Politik
Altenhagen wird auf kommunaler Ebene von dem Rat des Fleckens Hagenburg vertreten.

## Kultur und Sehenswürdigkeiten

### Kirche
Die neugotische St.-Nicolai-Kirche wurde 1869–1871 von Conrad Wilhelm Hase am westlichen Ortsrand von Altenhagen erbaut. Sie war zugleich das Gotteshaus für die evangelischen Bewohner des Nachbarortes Hagenburg.

### Bergbaumuseum

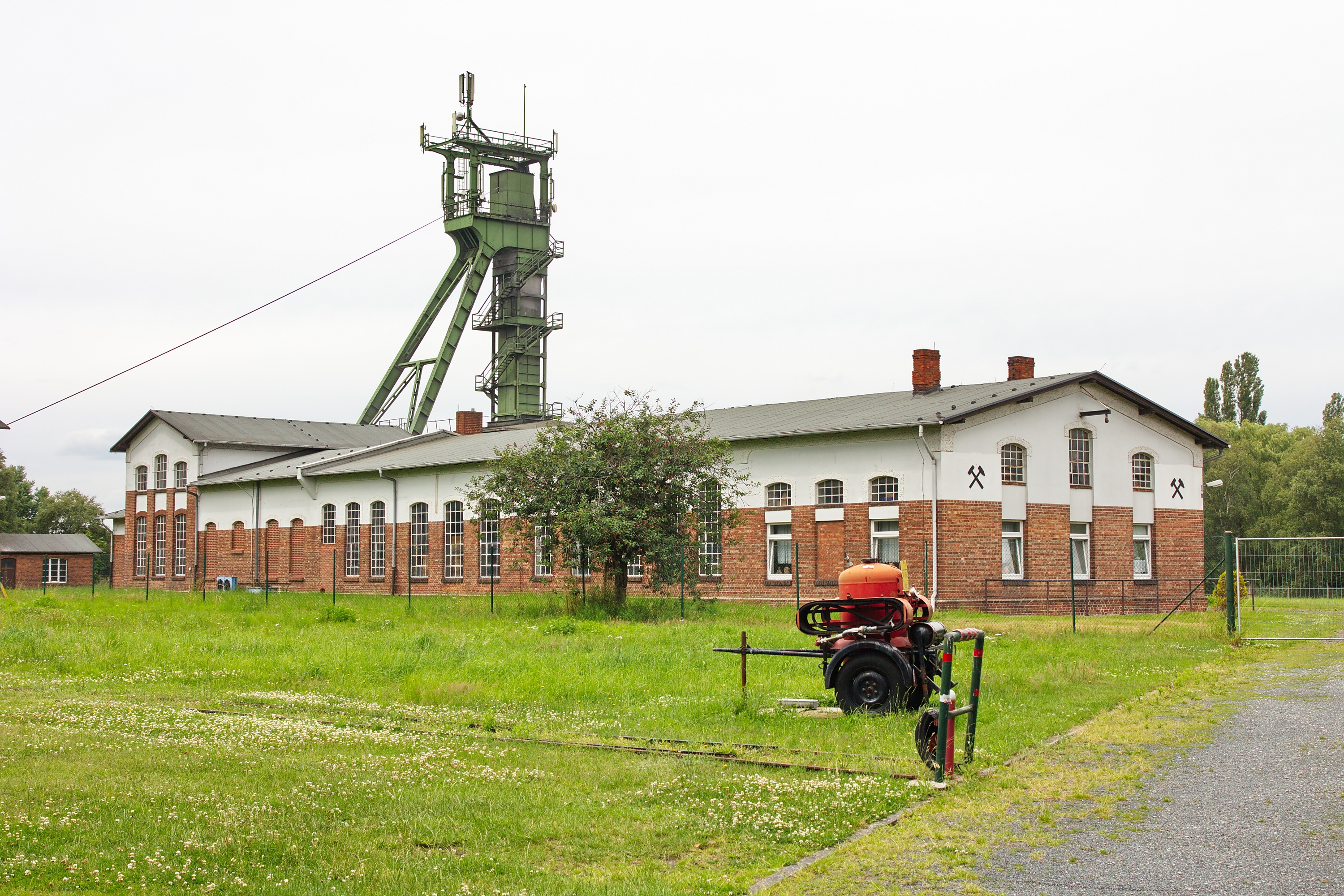
Bergbaumuseum Schacht Weser

Auf dem Gelände des ehemaligen Kalischachts Weser zeigt seit 1997 das „Bergbaumuseum Schacht Weser“  Exponate zu dem Stein- und Kalibergbau.

## Verkehr
Vom Ende des 17. Jahrhunderts bis zum Jahr 1860 lag in Altenhagen eine Poststation. Unter den Durchreisenden waren Peter der Große, Georg I. von Großbritannien und Hannover, Friedrich Wilhelm I. und Friedrich II. von Preußen sowie Gustav III. von Schweden.
In Altenhagen gab es eine Station an der 1898 eröffneten Strecke der Steinhuder Meer-Bahn von Wunstorf nach Bad Rehburg. Der Personenverkehr wurde 1964 eingestellt, der Güterverkehr 1970.